# 大洲松尾料金所

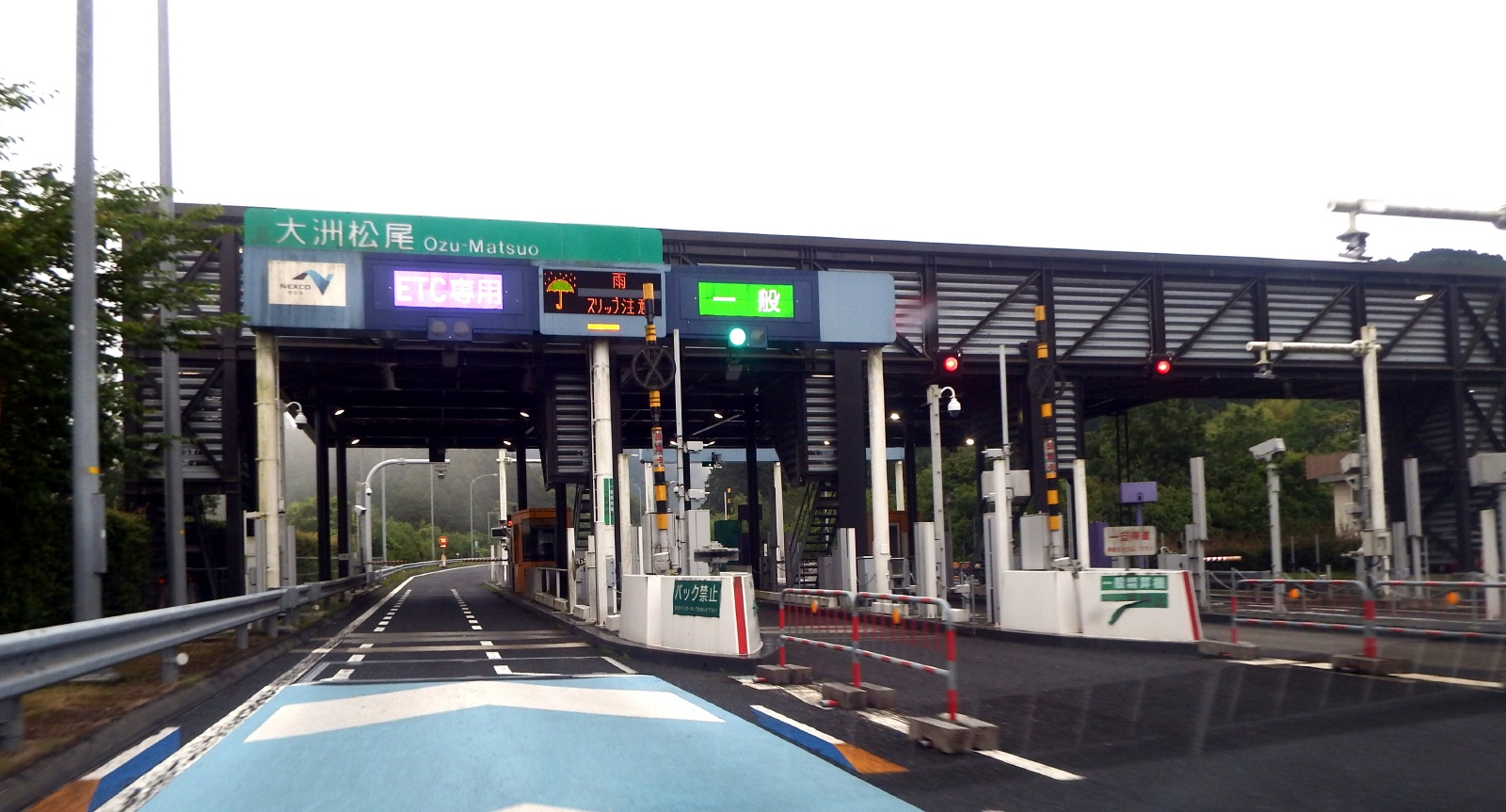
下り線

大洲松尾料金所（おおずまつおりょうきんじょ）は、愛媛県大洲市松尾にある、松山自動車道の本線料金所である。

## 概要
大洲北只IC - 西予宇和IC間は、通行料金が有料であるため当料金所が設置されており、上下線とも料金の収受を行っている。
大洲IC - 大洲北只IC間は、高速自動車国道に並行する一般国道自動車専用道路の大洲道路で、西予宇和IC - 宇和島北IC間は新直轄方式で建設された。また、両区間の通行料金は無料となっている。

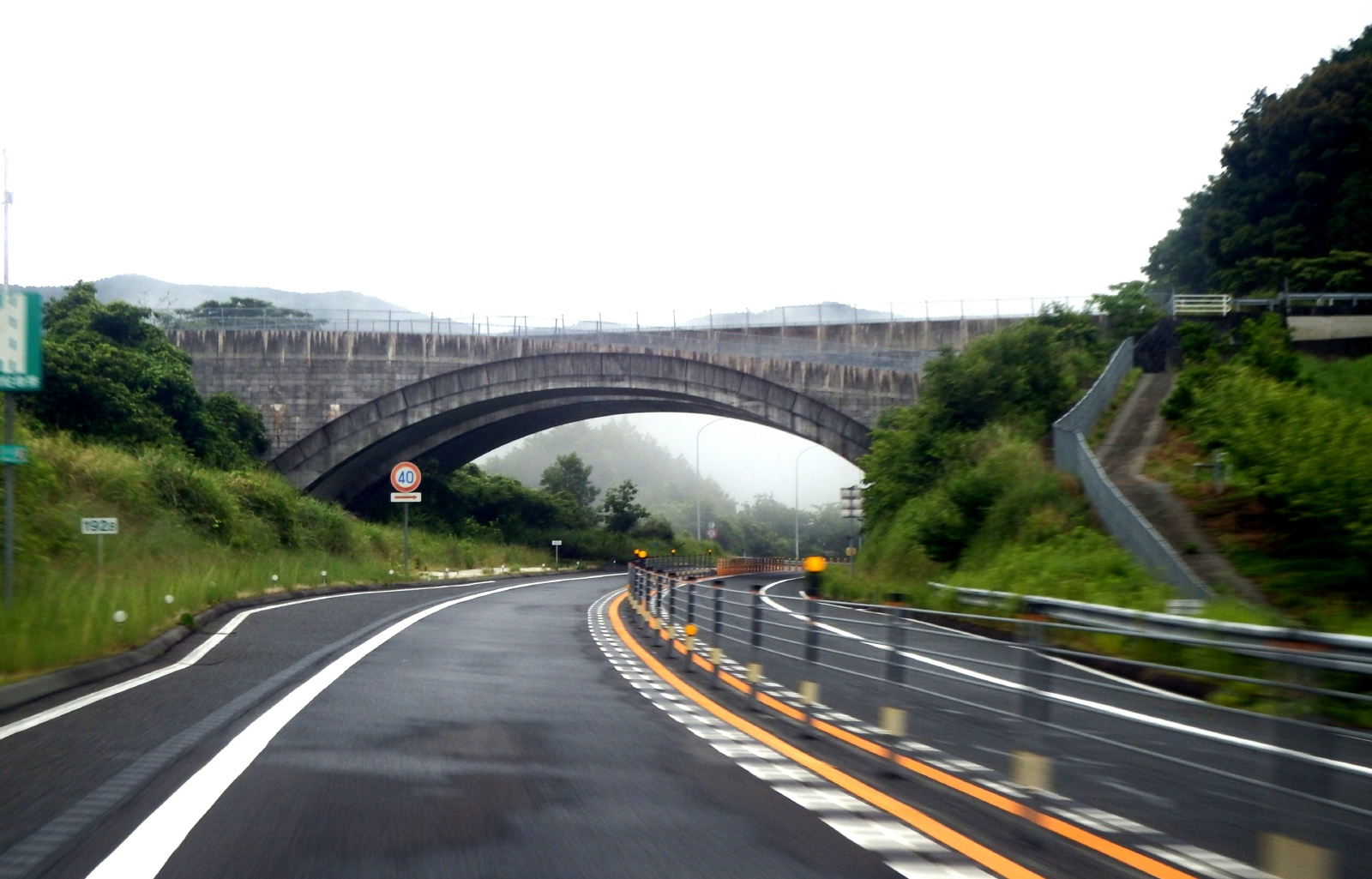
TB北の一般国道56号との交差橋

## 歴史
- 2004年（平成16年）4月17日 : 大洲北只IC - 西予宇和IC間の開通に伴い供用開始し[1]、同時に一般国道56号 大洲道路の大洲南IC - 大洲北只IC間が開通[2]。

## 料金所
- ブース数 : 4

### 川之江JCT・松山IC・大洲IC方面
- ブース数 : 2
  - ETC専用および一般またはETC・一般の可変式ブース : 1
  - 一般 : 1

### 宇和島北IC方面
- ブース数 : 2
  - ETC専用および一般またはETC・一般の可変式ブース : 1
  - 一般 : 1

## 隣
E56 松山自動車道
(21) 大洲北只IC - 大洲松尾TB - (22) 西予宇和IC